# Metacyrba punctata
Metacyrba punctata är en spindelart som först beskrevs av George William Peckham och Elizabeth Maria Gifford Peckham 1894.  Metacyrba punctata ingår i släktet Metacyrba och familjen hoppspindlar. Inga underarter finns listade i Catalogue of Life.